# فیلیپو فیومانو
فیلیپو فیومانو (انگلیسی: Filippo Fiumanò؛ زادهٔ ۲۳ فوریهٔ ۲۰۰۳) بازیکن فوتبال است.